# Villefranche-sur-Cher
Villefranche-sur-Cher ist eine französische Gemeinde mit 2.657 Einwohnern (Stand: 1. Januar 2022) im Département Loir-et-Cher in der Region Centre-Val de Loire. Sie gehört zum Arrondissement Romorantin-Lanthenay und zum Kanton Selles-sur-Cher. Die Einwohner werden Francvillois genannt.

## Geographie
Villefranche-sur-Cher liegt am Canal de Berry und am Fluss Cher. Umgeben wird Villefranche-sur-Cher von den Nachbargemeinden Romorantin-Lanthenay im Norden, Villeherviers im Nordosten, Langon-sur-Cher im Osten, Saint-Julien-sur-Cher im Süden, La Chapelle-Montmartin im Süden und Südwesten, Gièvres im Westen und Südwesten sowie Pruniers-en-Sologne im Nordwesten.
Durch die Gemeinde führen die Autoroute A85 und die frühere Route nationale 76.

## Bevölkerungsentwicklung
| 1962 | 1968 | 1975 | 1982 | 1990 | 1999 | 2006 | 2018 |
| 1527 | 1540 | 1743 | 2055 | 2298 | 2409 | 2587 | 2662 |

## Sehenswürdigkeiten
- Kirche Sainte-Marie-Madeleine aus dem 12. Jahrhundert, Monument historique
- Haus aus dem 13. Jahrhundert, Monument historique
- Großkreuz, Monument historique
- Haus der Templer aus dem 12. Jahrhundert und ehemalige Kommandantur der Templer

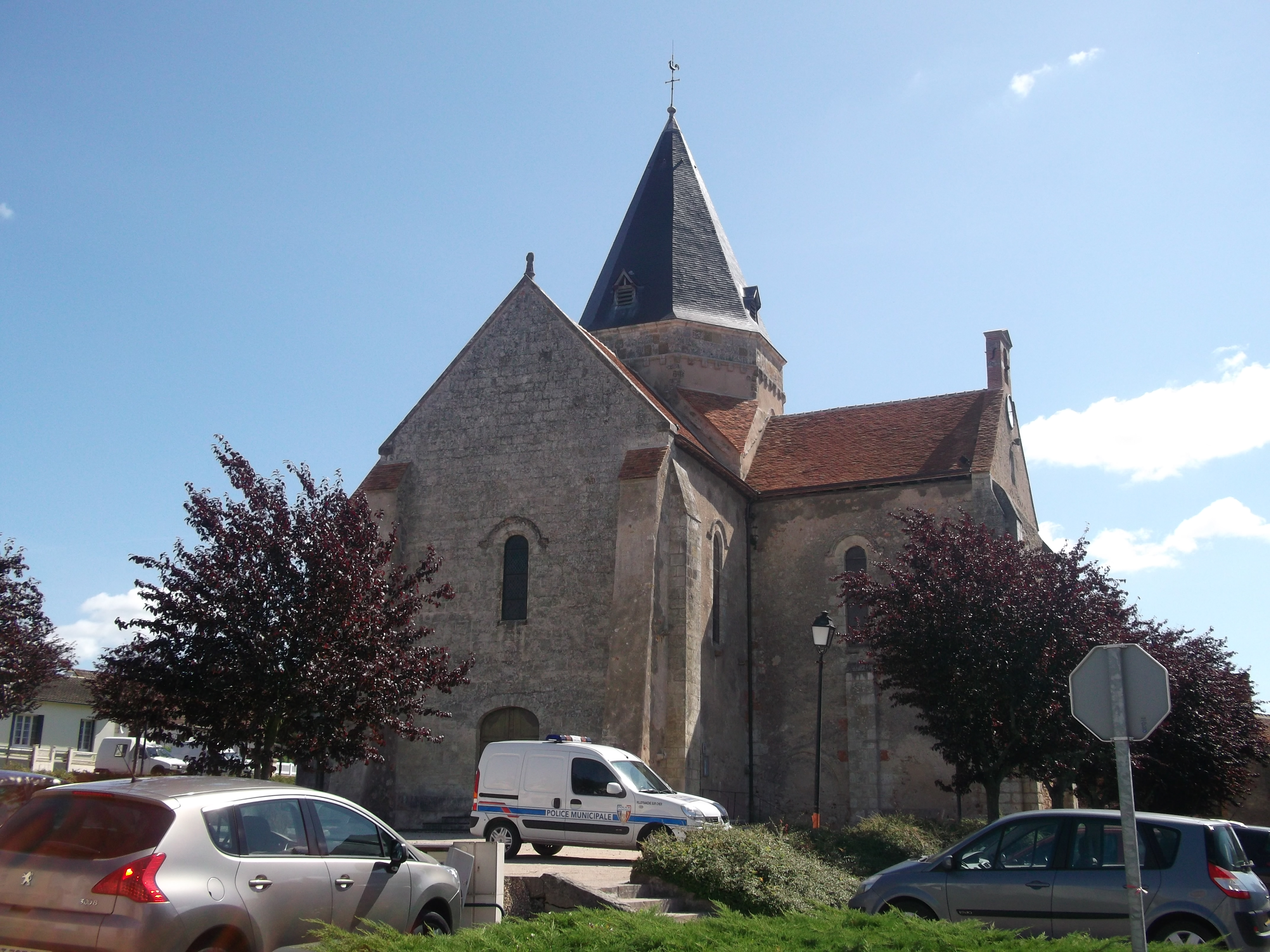
Kirche Sainte-Marie-Madeleine

- Schloss La Prévostière